# 圣母领报和圣玛加利与圣安沙诺
《圣母领报和圣玛加利与圣安沙诺》（義大利語：Annunciazione tra i santi Ansano e Margherita）是一幅由意大利哥特风格画家西蒙尼·马蒂尼与Lippo Memmi共同创作的三联画，现藏位于意大利佛罗伦萨的烏菲茲美術館。这幅木质三联画使用蛋彩和金饰绘制而成，中央联为两侧联的两倍大小。此作亦被认作是西蒙尼·马蒂尼与哥特风格中最为出挑的佳作，最早是作为锡耶纳主教座堂委任的四幅祭坛画之一而创作的。

## 历史
这幅画最早是为了提献锡耶纳主教座堂中的圣安沙诺而创作的祭坛画，也是1330至1350年间，四幅专为锡耶纳主保圣人们提献而创作的一系列作品中的其中一幅。锡耶纳一共供有四位主保圣人，分别为：圣安沙诺、斯波累托的圣萨宾、圣克莱申提乌斯、圣维克托。其他三幅画分别是由Ambrogio Lorenzetti于1342年创作的“神殿神谕”，Pietro Lorenzetti于1342年创作的“耶稣诞生”，以及Bartolomeo Bulgarini于1351年创作的另一幅现已被拆分的“耶稣诞生”。根据锡耶纳主教座堂的要求，所有这些作品应当描述玛丽一生之中的重要时刻。为创作这个系列的作品，艺术家们使用了昂贵的材料，包括涂漆，金箔和天青石，来表现这一历史性的城市公共项目。

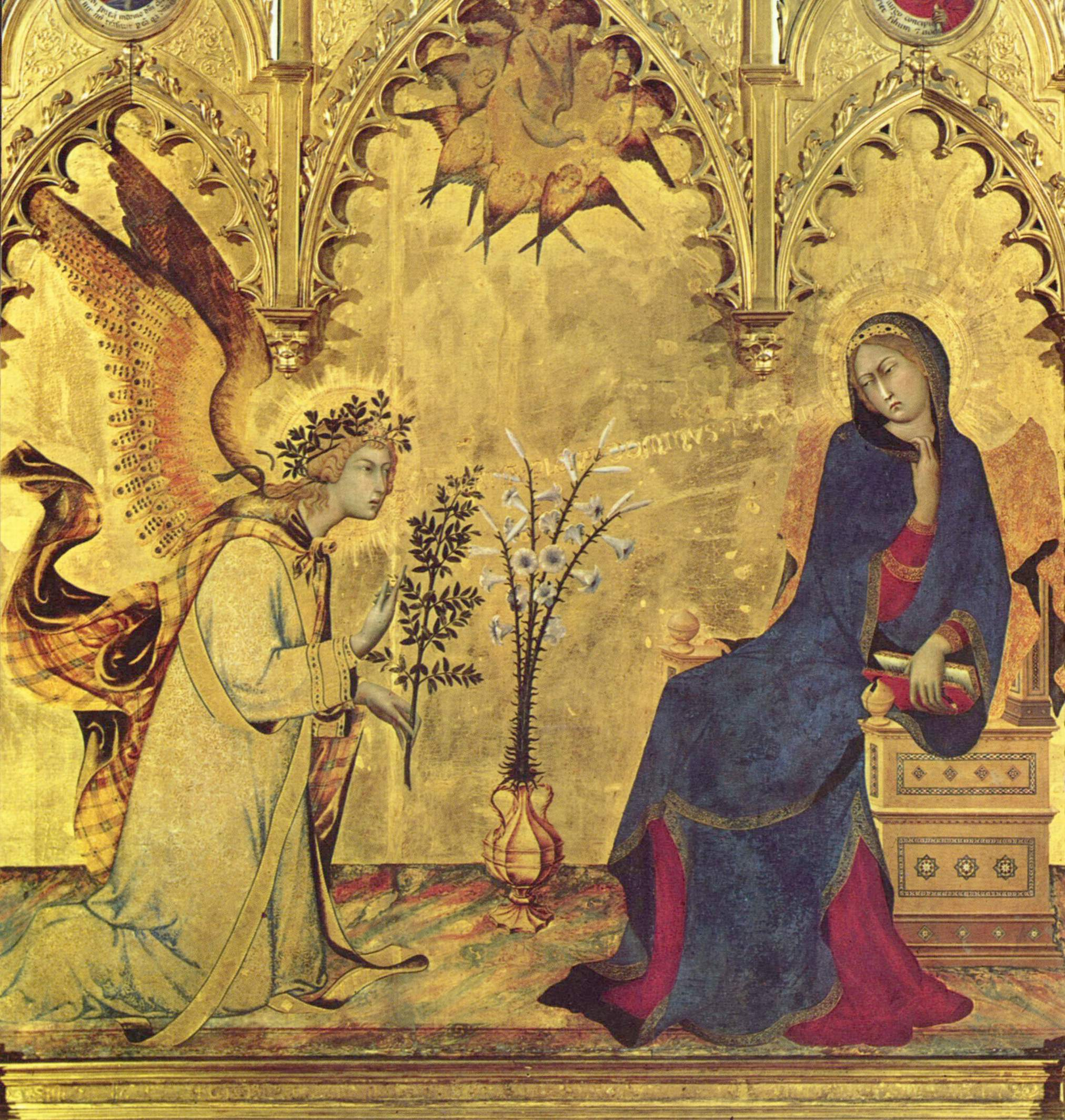
中央联细节

这幅作品的创作时间被明确记录于原始画框的一块碎片上，后来在十九世纪的修复之中被重新嵌入。这块碎片也同时包括绘制者西蒙尼·马蒂尼和其妹婿Lippo Memmi的名字。
虽然现在并不知道他们各自负责哪些部分的创作，但是一般认为是由马蒂尼创作了中央联，而Memmi绘制了两侧的人物像，以及上部的圆形绘画。
这件作品，从大小和风格来看，和同时期的意大利绘画几乎没有任何的共同点，反而它往往用来同法国的泥金裝飾手抄本以及其他德国或英格兰的作品做比较。也是因为这样的原因，马蒂尼的作品受到了当时位于亞維農的教皇青睐，他兼有乔托式的古典风格和哥特文化的共通之处，且有着不单限于佛罗伦萨风格的意大利流行特点。

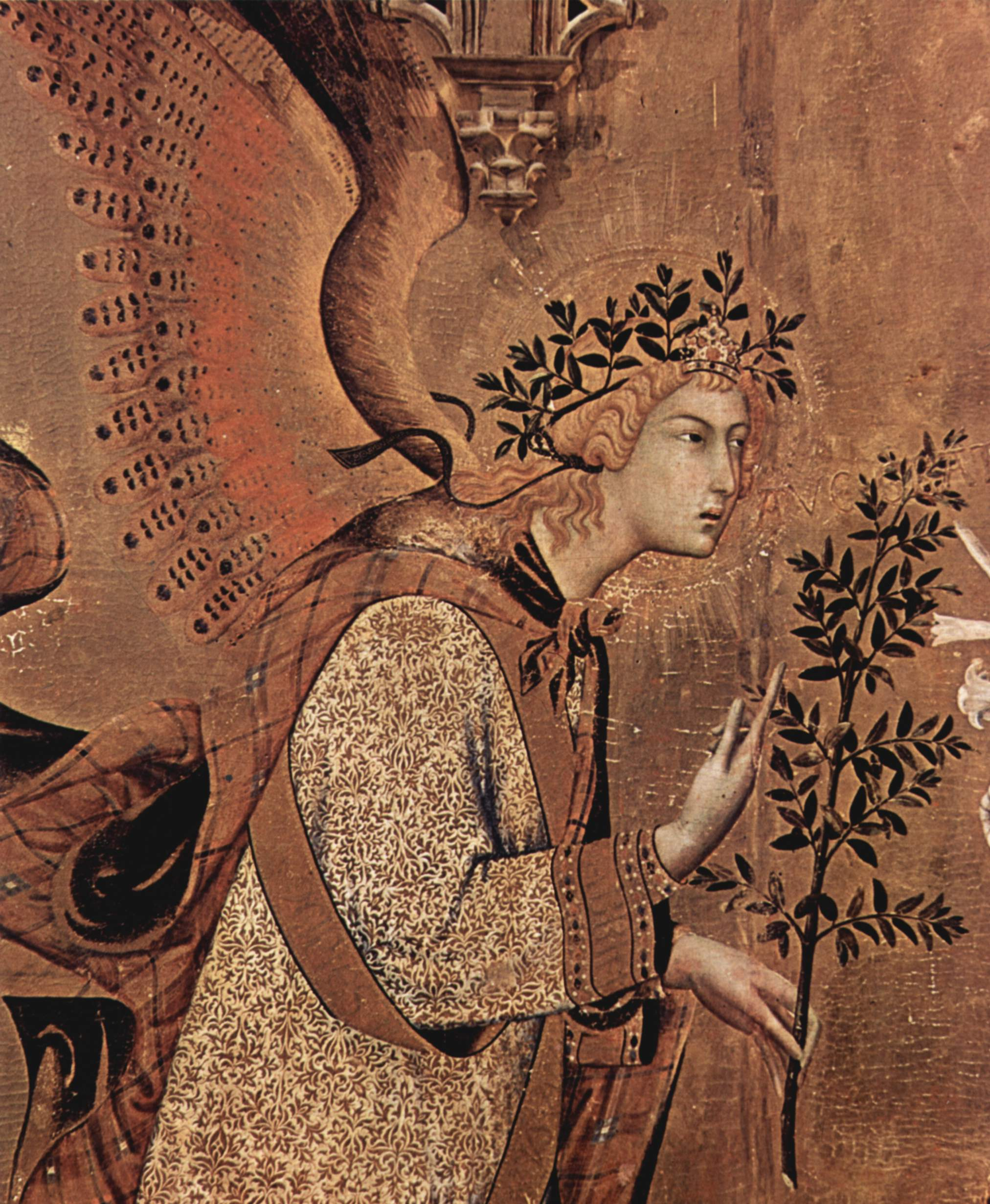
“圣母领报”中的大天使加百列细节

锡耶纳主教座堂保管这幅作品直至1799年，到利奥波德二世将其移至佛罗伦萨用于交换卢卡·焦尔达诺的选票。它最初的画框是由Paolo di Camporegio雕刻并由Lippo Memmi镀金完成，之后在1420年被修复过一次，又到十九世纪被换成如今的框架。

## 描述
这件作品是由一个较大的中央联配合两个较小的侧联组成的，在作品的顶部的框中，还有圆形的小画分别绘有耶利米、以西结、以赛亚和但以理。

“圣母领报”一联中描绘了大天使加百列进入玛丽家中并告知其怀孕的场景。加百列一手持有代表和平的橄榄枝，又将另一只手指向代表神灵的鸽子。而其中的鸽子又从由八个天使组成的圆光轮中向下飞来，表现出正要进入玛丽的右耳的样子。不仅如此，跟着鸽子飞行的路线，观赏者也能看到加百列被详细画出的语句，“我向你致敬，你是最被喜爱的，因而上帝与你同在：他在万人中保佑着你。”

与此同时，玛丽的形象则是置于一个王座之上，正在阅读的她被忽然唤起的样子。不过她的反应应当是沉着且优雅的，她抬起头表现出充满惊喜的样子看着天使。
而两侧，两位锡耶纳主保圣人被两根旋转纹饰的柱子同主画面分开。整幅画采用了完全的镀金背景，中间有一个装有百合的花瓶，常常用于表示圣母玛丽的纯洁。
在这幅画中，不仅有着典型的哥特线条，还有许多写实的元素，诸如玛丽手中的书本、面前的花瓶、身下的王座，甚至还有房间中分割出地板和墙面的透视感。最后，也包括玛丽和加百列细微的情绪表达，这些极其写实的细节都让这幅画同更偏向两维画面的拜占庭艺术区别开来。

## 扩展阅读
- Presentation at the Temple (Ambrogio Lorenzetti)
- 西蒙尼·马蒂尼
- 锡耶纳主教座堂
- 烏菲茲美術館